# Antonio Corrionero Ruano
No se debe confundir con su tío Antonio Corrionero, obispo de Almería.
Antonio Corrionero (Babilafuente, c.1544 - Salamanca, 4 de abril de 1633) fue un eclesiástico y jurista español.

## Biografía
Hijo de Alfonso Corrionero y de Isabel Ruano, pertenecientes a la hidalguía salmantina, provenía de una familia fecunda en eclesiásticos: su tío Antonio fue obispo de Almería y asistente al Concilio de Trento, su hermano Juan fue obispo de Catania y su hermano Alonso arcediano de Medina. 
En la universidad de Salamanca estudió derecho civil y canónico, graduándose de ambos en la de Oñate, donde regentó una cátedra de cánones durante tres años; amplió su formación en el Colegio Mayor Santa Cruz de Valladolid, donde también fue catedrático durante otros nueve años. 
Tras una breve estancia en el monasterio de la Merced, fue nombrado provisor y vicario general del obispo de Cuenca Juan Fernández Vadillo.
Su actuación como juez en el proceso contra el duque de Alba Antonio Álvarez de Toledo y Beaumont, que había dejado plantada a la hija del duque de Alcalá Per Afán de Ribera para casarse con la del duque del Infantado Íñigo López de Mendoza, le sirvió de impulso para posteriores ascensos en la judicatura. Fue oidor de la Real Chancillería de Granada, de la de Valladolid, consultor del Santo Oficio en Medina del Campo y presidente de la Real Audiencia de los Grados de Sevilla durante once años.
Felipe III lo presentó al obispado de la Diócesis de Canarias en 1614,
de donde fue promovido al de Salamanca seis años después.
Fallecido en 1633, fue sepultado en la capilla de Nuestra Señora de la Verdad que él mismo había fundado en la Catedral Nueva de Salamanca.
| Predecesor: Lope de Valdivieso y Velasco          | Obispo de la Diócesis de Canarias 1614 – 1620 | Sucesor: Pedro Herrera Suárez           |
| Predecesor: Francisco Hurtado de Mendoza y Ribera | Obispo de Salamanca 1621 – 1633 †             | Sucesor: Cristóbal de la Cámara y Murga |